# Salvador Villalba
Salvador Villalba (* 29. August 1924; † vor oder am 26. Dezember 2021) war ein paraguayischer Fußballspieler. Er nahm an der Fußball-Weltmeisterschaft 1958 teil.

## Karriere

### Verein
Villalbas Leben und Karriere sind spärlich dokumentiert. Gesichert ist, dass er seine  Profikarriere zwischen 1955 und 1959 beim Club Libertad aus der Hauptstadt Asunción verbrachte. Mit diesem Verein gewann er 1955 die paraguayische Meisterschaft.

### Nationalmannschaft
Villalba nahm mehrfach für Paraguay an der Südamerikameisterschaft teil. Beim Campeonato Sudamericano 1955 erzielte er im Spiel gegen Argentinien mit dem Endstand zum 3:5 sein einziges Länderspieltor. Auch beim Turnier 1956 und den beiden Wettbewerben 1959 in Argentinien und Ecuador stand er im paraguayischen Aufgebot. Bei diesen Veranstaltungen wurde er in sämtlichen Spielen Paraguays eingesetzt.
Bei der Weltmeisterschaft 1958 wurde Villalba ebenfalls in den paraguayischen Kader berufen. Er kam in allen drei Gruppenspielen zum Einsatz. Paraguay schied als Gruppendritter nach der Vorrunde aus.
Zwischen 1955 und 1960 bestritt Villalba 41 Länderspiele.

## Erfolge
- Paraguayischer Fußballmeister: 1955